# 大正町 (基隆市)

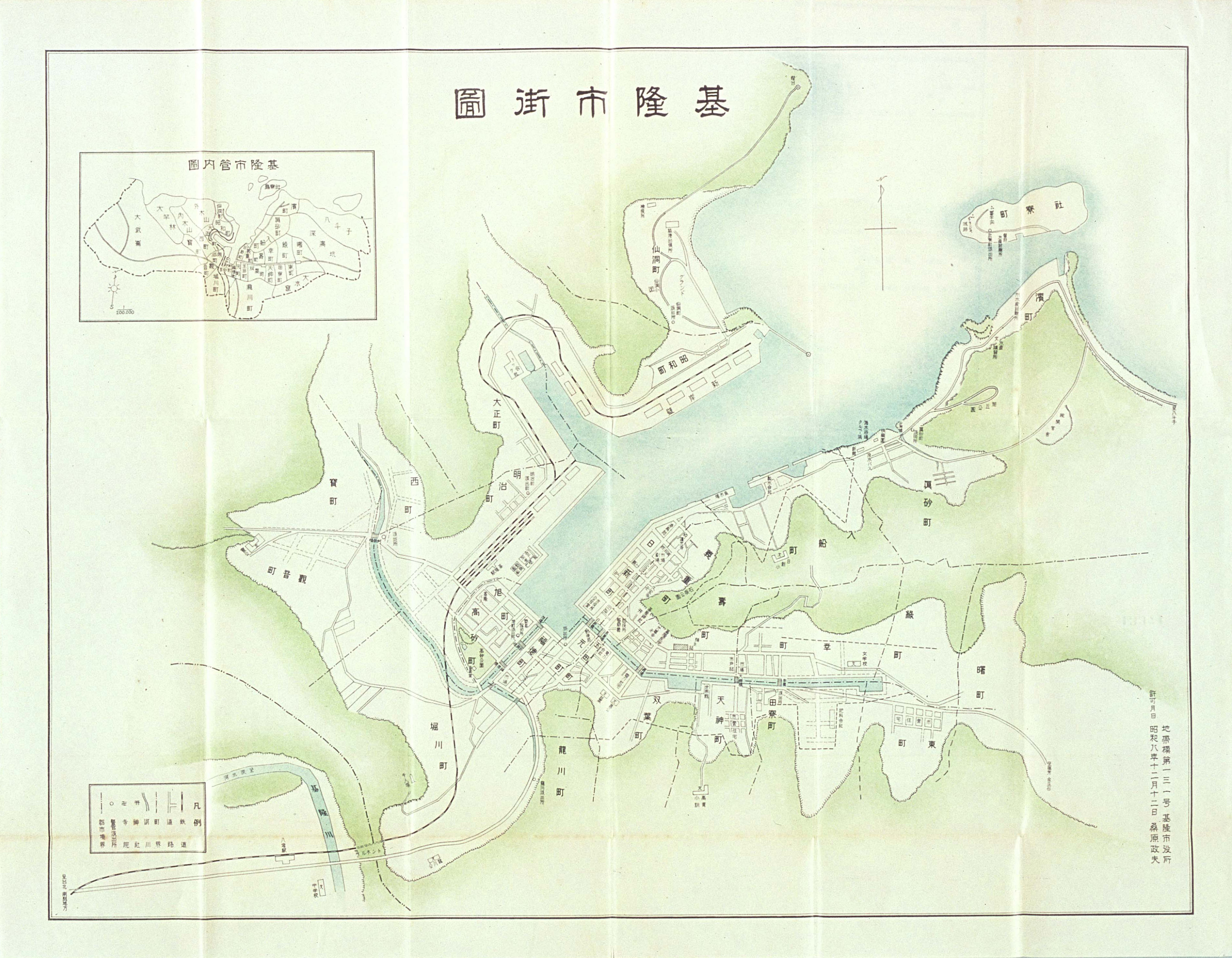
基隆市街圖

大正町為台灣日治時期臺北州基隆市的一個町，於基隆市自昭和6年（1931年）10月1日實施町名改正後設置，位於牛稠港至修船渠一帶；當地原屬於基隆市大字牛稠港。
大正町約為現今地籍大德段、仁德段和協和段南側的範圍，約為中山區中興里、仁正里、健民里、居仁里、通化里和通明里。

## 町內設施
- 基隆港7至13號碼頭
- 臺灣船渠株式會社
- 臺灣水產販賣株式會社
- 三井物產株式會社岸壁貯炭場
- 基隆炭礦貯炭場
- 中臺商事株式會社貯炭場